# اندی گیلپین
اندی گیلپین (انگلیسی: Andy Gilpin; ۳۰ سپتامبر ۱۹۲۰ – ۱ مارس ۲۰۱۴) بازیکن هاکی روی یخ اهل کانادا بود.